# Худяков Костянтин Павлович
Костянтин Павлович Худяков (рос. Константин Павлович Худяков; 13 жовтня 1938, Москва, Російська РФСР) — радянський і російський актор, кінорежисер, сценарист. Заслужений діяч мистецтв Росії (20.02.1993).

## Життєпис
Закінчив акторський факультет Всесоюзного державного інституту кінематографії (1961, майстерня О. Пижової, Б. Бібікова), Вищі курси сценаристів і режисерів (1968) та Курси режисерів при ЦТ (1970).
З 1969 року ставив фільми і телеспектаклі на Центральному телебаченні. У 1977 році дебютував в повнометражному кіно, з тих пір поєднував роботу на телебаченні і на кіностудії «Мосфільм». Працював у творчому об'єднанні «Товариш».
У 1991—1993 рр. керував режисерською майстернею на Вищих курсах сценаристів і режисерів.
З 1994 року викладав режисуру у ВДІКу.
У його фільмах знімалися Леонід Філатов, Анатолій Ромашин, Аліса Фрейндліх, Лев Дуров, Олександр Збруєв, Євген Миронов.
Син: Худяков Павло Костянтинович (нар. 1983) — режисер, сценарист, кліпмейкер.

## Кінопремії
- 2016 — Кінопремія «Ніка»: Спеціальний приз Ради Академії «За досягнення в телевізійному кінематографі» за 2015 рік — фільм «Одного разу в Ростові»[1].

## Фільмографія

### Акторські роботи
- «Двоє в степу» (1958)
- «Дев'ять днів одного року» (1961)
- «Дорослі діти» (1961, молодий архітектор)
- «713-й просить посадку» (1962)
- «Страчені на світанку…» (1964)
- «Непрохана любов» (1964)
- «Дочка Стратіона» (1964, Одеська кіностудія)
- «Чорний бізнес» (1965)
- «Тайговий десант» (1965)
- «Чорт із портфелем» (1966)
- «Айболить-66» (1966)
- «Софія Перовська» (1967) та ін.

### Режисер-постановник
- «Актриса» (1968, фільм-спектакль)
- «Чарівне царство Білого лицаря» (1969, фільм-спектакль)
- «Повернення до горизонту» (1970, фільм-спектакль)
- «Обережно, „брисілін“!» (1970, фільм-спектакль)
- «Подарунок Бернарда Шоу» (1970, фільм-спектакль)
- «Сонце на стіні» (1970, фільм-спектакль)
- «За кам'яною стіною» (1971, фільм-спектакль)
- «Жив-був у бабусі» (1972, фільм-спектакль)
- «Сторінка життя» (1972, фільм-спектакль)
- «Присутність» (1973, фільм-спектакль)
- «Атлантика» (1974, фільм-спектакль)
- «Безприданниця» (1974, фільм-спектакль)
- «Таке коротке довге життя» (1975)
- «Жити по-своєму» (1976)
- «Гра» (1978, фільм-спектакль)
- «Іванцов, Петров, Сидоров» (1978)
- «Вечір спогадів» (1978, фільм-спектакль)
- «Хто заплатить за удачу» (1980)
- «З вечора до полудня» (1981)
- «Молоді люди» (1983)
- «Успіх» (1984)
- «Претендент» (1987, т/ф)
- «Мати Ісуса» (1988. Приз МКФ в Єрусалимі, 1989)
- «Смерть у кіно» (1990, спільно з Одеською кіностудією)
- «Без зворотної адреси» (1994—1998)
- «Самозванці» (1998—2002, т/с)
- «Третього не дано» (2000, т/с, у співавт.)
- «Танго на два голоси» (2000)
- «Я до Вас ніколи не повернуся» (2002, фільм-спектакль)
- «Мішель» (2002)
- «Брати і Ліза» (2002, фільм-спектакль)
- «Інтимне життя» (2002, фільм-спектакль)
- «З життя лікаря» (2002, короткометражний)
- «Інша жінка, інший чоловік...» (2003)
- «Третій варіант» (2003)
- «Острів без любові» (2003)
- «На Верхній Масловці» (2004, автор сценар.)
- «Ленінградець» (2005)
- «Він, вона і я» (2007)
- «Спасибі за любов!» (2007)
- «Тіні Фаберже» (2008, у співавт., немає в титрах)
- «Марево» (2008)
- «Одного разу в Ростові» (2012, телесеріал)
- «Нове життя» (2013, телесеріал)
- «Метелик» (2016)
- «Ходіння по муках» (2017, телесеріал)
- «Кінець сезону» (2019) та інші.